# 劉伯根
劉伯根（3世纪？—306年），又作劉柏根，西晋末年東萊郡惤县（今山东省龙口市东南）人。
劉伯根在西晋担任惤县县令。光熙元年（306年）三月，擁数万众，反晋自立，自称惤公。同乡王弥率家僮归順劉伯根，被任命为長史，王弥从父弟王桑被任命为東中郎将。
劉伯根沿淄河攻打，都督青州諸軍事司馬略派鎮軍将軍劉暾率兵抵御。劉暾兵败，敗走洛阳，司馬略逃至聊城。安北将軍王浚派軍討伐，斩杀劉伯根，王弥逃入长广山为群盗。